# Jealous
«Jealous» (в оригіналі JEALOUS) — дебютний сингл гурту Dir En Grey, який вийшов 12 серпня 1998 року. Музичне відео до головної пісні і B-side «Unknown･･･Despair･･･a Lost» були розміщені на VHS Mousou Toukakugeki. Піаніно-вокал версія «JEALOUS» пізніше ввійшла до трек листа в сингл «[KR] Cube». «JEALOUS», на сьогодні, не розміщений в жодному студійному альбомі. Повторний запис «Unknown･･･Despair･･･a Lost» (перейменована в «Unknown.Despair.Lost») з'явився у 2013 році в їх мініальбом THE UNRAVELING.

## Трекліст
Автор слів Kyo. 
| #  | Назва                        | Автор музики | Тривалість |
| -- | ---------------------------- | ------------ | ---------- |
| 1. | «JEALOUS»                    | DIR EN GREY  | 6:45       |
| 2. | «Unknown･･･Despair･･･a Lost» | Kaoru        | 3:48       |

## Учасники запису
- DIR EN GREY – продюсер
  - Kyo – вокал
  - Kaoru – гітара
  - Die – гітара
  - Toshiya – бас-гітара
  - Shinya – барабан
- YUKIYA (D≒SIRE/Kreis) – продюсер
- KIYOSHI (D≒SIRE/Kreis) - сопродюсер, музичне програмування, аранжування
- Hikaru Sawamura (B-1 Studio) - міксинг, звукозапис, мастеринг[2]